# Omega de Capricorn
Omega de Capricorn (ω Capricorni) és una estrella a la constel·lació de Capricorn de magnitud aparent +4,12, la setena més brillant de la mateixa malgrat la seva denominació de Bayer «Omega». Té el nom tradicional, però poc utilitzat, de Baten Algiedi, d'origen àrab i que significa «panxa» -de la cabra de mar-.
Omega de Capricorn s'hi troba a una distància aproximada de 848 anys llum, i és una estrella gegant de tipus espectral incert entre K5 i M0 amb una temperatura efectiva aproximada de 3.960 K. La mesura del seu diàmetre angular -0,005 segons d'arc- permet calcular la seva grandària; el seu radi és 104 vegades més gran que el del Sol o, cosa que és el mateix, 0,5 ua, la meitat de la distància existent entre la Terra i el Sol. Gira sobre si mateixa amb una velocitat de rotació projectada de 4,7 km/s. Amb una massa estimada entre 5 i 6 masses solars, probablement s'hi troba en una fase estable de la seva evolució, transformant heli en carboni al seu interior. Encara que classificada com estrella de bari «lleu», la seva pertinença a aquest grup és discutible.
Finalment, cal assenyalar que Omega de Capricorn està classificada com una possible estrella variable.